# 猪熊事件
猪熊事件（いのくまじけん）は、江戸時代初期の慶長14年（1609年）に起きた、複数の朝廷の高官が絡んだ醜聞事件。公家の乱脈ぶりが白日の下にさらされただけでなく、江戸幕府による宮廷制御の強化、後陽成天皇の退位のきっかけともなった。

## 経緯

### 天下無双の美男・猪熊教利
猪熊家は知行200石を有した公家で山科家の分家であった。その猪熊家の当主左近衛少将・猪熊教利は、天下無双と称えられるほどの美男子で、『源氏物語』の光源氏や平安時代の在原業平にもたとえられた。また、当時流行したかぶき者の精神を汲んだ彼の髪型や帯の結び方は「猪熊様（いのくまよう）」と称され、京都の流行になるほどだったという。しかし、猪熊はかねてより女癖が悪い人物で、人妻や宮廷に仕える女官にも手を出し「公家衆乱行随一」と称されていた。
その一方で、猪熊は若年の頃は高倉家を継いでいたが、朝廷および一族内部の事情から山科家の当主に立てられ、後に政治的理由によってまた廃嫡されて新家である猪熊家の当主とされるなど、本人と無関係に各家を転々とさせられる決して恵まれたとは言い難い境遇にあり、それが彼の行動に影響を与えた可能性も指摘されている。
猪熊は慶長12年（1607年）2月、女官との密通が露顕し、激怒した後陽成天皇から勅勘（天皇からの勘当）を被る。猪熊は京都から追放処分とされ、いったん出奔したが、いつの間にか京へ戻ったという。その後も猪熊の素行はおさまらず、仲間の公卿を誘って女官と不義密通を重ねていた。

### 公家衆乱行の発覚
左近衛権少将・花山院忠長はある時、後陽成天皇の寵愛深い広橋局（武家伝奏・大納言広橋兼勝の娘）に懸想した。そこで宮中深くまで出入りを許されていた歯科医の兼康備後（妹の命婦讃岐も宮中に仕えていた）に仲介を頼んで文通を始め、それをきっかけとして2人で逢瀬を重ねていた。その話を漏れ聞いた猪熊は俄然興味を持ち、かねてから懇意の飛鳥井雅賢をはじめ、言葉巧みに他の公卿・女官をも誘い出し、様々な場所で乱交を重ねることとなった。
しかし、このような大人数の乱行が発覚しないはずもなかった。飛鳥井には恨みを含む女性がいた。当時、賀茂県主氏の流れである松下家（上北面で従五位下に上る地下家）が家業としている蹴鞠で飛鳥井家をしのぎ、蹴鞠の許状などを松下家でも発行していた。荘園収入がほぼ途絶え、家業が大きな収入源となる時代であり、飛鳥井家では松下家の蹴鞠を容認できず幕府に訴えた。裁可は慶長13年（1608年）に下り、飛鳥井家が全面的に勝った。宮中に出仕していた松下家の娘が密通していた女官たちの密談を立ち聞きし、憎き飛鳥井家の公家を陥れるため天皇に逐一言上したのだと『花山物語』は述べている。
慶長14年（1609年）7月、ついに乱交の事実が後陽成天皇の耳に達し、その逆鱗に触れることとなる。機を見るに敏な猪熊は、露顕したことを知るや、一路九州へ逃れた。朝鮮国へ渡る心づもりだったともいう。

### 京都所司代の介入
激怒した後陽成天皇は、乱交に関わった全員を死罪に処せと命じたが、従来の公家の法に死罪はなかった。しかも当時、江戸幕府の力は公家の支配にも浸透しつつあり、捜査権も幕府が有していた。事件を聞いた大御所・徳川家康の命を受け、京都所司代の板倉勝重およびその三男重昌が調査に当たることとなった。
調査が進むにつれ、思いのほか大人数が関わっていることが判明し、すべてを死罪とすれば大混乱を生ずることが懸念された。また国母（後陽成天皇の生母）新上東門院（勧修寺晴子）からも寛大な処置を願う歎願が所司代に伝えられた。そこで駿府の家康と京の勝重は、綿密に連絡を重ねながら公家衆への処分案を練っていった。
9月、日向に潜伏していた猪熊教利が捕らえられ、京都へ護送されてきた。

### 公家衆への処分
9月23日（新暦10月20日）、駿府から戻った所司代・板倉勝重より、事件に関わった公卿8人、女官5人、地下1人に対して以下の処分案が発表された。
死罪
- 左近衛少将 猪熊教利
- 牙医 兼康備後（頼継）

配流
- 左近衛権中将 大炊御門頼国　→　硫黄島配流　（→　慶長18年〈1613年〉流刑地（甑島）で薨去）
- 左近衛少将 花山院忠長　→　蝦夷松前配流　（→　寛永13年〈1636年〉勅免）
- 左近衛少将 飛鳥井雅賢　→　隠岐配流　（→　寛永3年〈1626年〉流刑地で卒去）
- 左近衛少将 難波宗勝　→　伊豆配流　（→　慶長17年〈1612年〉勅免）
- 右近衛少将 中御門宗信　→　硫黄島配流　（→　流刑地で卒去）
- 新大典侍 広橋局（広橋兼勝の娘）　→　伊豆新島配流　（→　元和9年9月〈1623年〉勅免）
- 権典侍 中院局（中院仲子、中院通勝の娘）　→　同上　（→　同上）
- 中内侍 水無瀬（水無瀬氏成の娘）　→　同上　（→　同上）
- 菅内侍 唐橋局（唐橋在通の娘）　→　同上　（→　同上）
- 命婦 讃岐（兼康頼継の妹）　→　同上　（→　同上）

恩免
- 参議 烏丸光広
- 右近衛少将 徳大寺実久

この処分案に対し、天皇は非常に不満であったが、諸公卿・新上東門院など朝廷の主立った面々が賛成し、刑が確定した。10月17日（11月13日）、常禅寺にて猪熊が、鴨川の河原にて兼康が斬首となった。

### 事件の影響
関係者全員死罪を主張しながら、周囲の説得により手ぬるい幕府の処分案に同意せざるを得なくなった後陽成天皇は、ままならぬ状況に絶望し、これ以降しばしば譲位を口にするようになる。
以前から天皇は、弟宮の八条宮智仁親王への譲位を望んでいたが、豊臣秀吉の猶子となったことがある親王への譲位は、豊臣家と敵対する幕府が難色を示し、また後陽成天皇の皇子・政仁親王（のちの後水尾天皇）へ徳川秀忠の娘和子（のちの東福門院）を入内させようとしていた家康の意向に沿わなかったため、譲位すらもままならない状況が続いた。結局、政仁親王への譲位は慶長16年（1611年）まで延ばされることになる。なお、和子の入内を巡るもう1つの著名な事件であるおよつ御寮人事件の四辻与津子は、猪熊教利の妹にあたる。
一方、幕府はこれを好機とし一挙に公家支配を進め、慶長18年（1613年）の「公家衆法度」の制定を招き、さらに慶長20年（1615年）の「禁中並公家諸法度」制定につながっていくこととなる。

## 猪熊事件が描かれた作品
- 葵 徳川三代
- 影武者徳川家康
- へうげもの
- イシュタルの娘〜小野於通伝〜